# 仁寿山黌
仁寿山黌（じんじゅさんこう、じんじゅざんこう　旧字体: 仁壽山黌）は、江戸時代後期に姫路藩領の播磨国飾東郡奥山村（現：兵庫県姫路市奥山）にあった私塾・学問所。姫路藩家老を務めた河合道臣（寸翁）が後進を指導した。現地には土塀が残っており、北原と兼田の境には河合家墓所が残っている。仁寿山校とも表記される。

## 歴史
文政4年（1821年）、姫路藩主の酒井忠実が、藩の財政を立て直した家老の河合道臣に阿保村の幡下山（はたしたやま）の土地（実際には、東阿保村、兼田村、北原村、奥山村にまたがって広がる山）を与える。道臣はこの山を仁寿山と改名し、麓に仁寿山黌を開く。頼山陽や猪飼敬所、森田節斎などが講師を務め、国学・漢学・医学などを教え、尊皇攘夷論者を多く輩出することとなった。
しかし、天保12年（1841年）に道臣が死去すると批判が噴出。天保13年（1842年）、酒井忠学の時に医学寮以外は廃校になり藩校の好古堂に吸収される。医学寮も明治3年（1872年）に閉鎖された。
姫路市内の尋常小学校で歌われていた『姫路市郷土唱歌』の歌詞にも「仁寿山黌」の言葉が書かれており、奥山、北原、兼田地区を校区に含む姫路市立糸引小学校の校歌には「仁寿の教え今もなお」の歌詞が含まれている。

## 出身人物
- 松岡操 - 柳田國男の父。在籍当時は「田島賢次」という名を使っていた。
- 亀山雲平 - 姫路藩士。幕末から明治にかけて、儒学者・神官・教育者として活動。
- 秋元安民 - 姫路藩士。藩の西洋式帆船速鳥丸を建造。